# Illinois (rivière)
Pour les articles homonymes, voir Illinois (homonymie).
L’Illinois est une rivière de 439 km de long, affluent principal du fleuve Mississippi, dans l'État de l'Illinois au nord des États-Unis.

## Géographie
Ce cours d'eau est formé dans le nord-est de l'Illinois, par la confluence des rivières Kankakee et Des Plaines, environ 15 km au sud-ouest de Joliet. Il traverse le nord de l'Illinois, puis il tourne vers le sud-ouest. Il passe par Peoria, la plus grande ville sur la rivière. Il se jette dans le Mississippi dans le sud-ouest de l'Illinois, environ 40 km au nord-ouest de Saint Louis, et environ 30 km en amont de la confluence du Mississippi et du Missouri.

## Histoire
Jusqu'au XIXe siècle, grâce aux portages entre ses eaux et celles des rivières qui se jettent dans le lac Michigan, il fournissait l'une des routes principales pour les Amérindiens et les commerçants français entre le Mississippi et les Grands Lacs. À cette époque, il formait le cœur du Pays des Illinois, une région de la Louisiane française au sud des Grands Lacs.

## Aménagement
Grâce à la construction d'un canal entre son affluent le Des Plaines et la rivière Chicago au XIXe siècle, l'Illinois fournit encore une voie navigable pour les barges commerciales entre le Mississippi et les Grands Lacs. Cette route était l'une des causes principales de la croissance rapide de la ville de Chicago, qui se situe à l'entrée de cette voie dans le lac Michigan.

## Débit
Le débit de la rivière Illinois a été mesuré de façon continu depuis 1938 à Valley City, dans le comté de Scott, dans l'État de l'Illinois. La rivière y draine une surface de 69 210 km2 et son débit moyen y est de 647 m3/s. On en déduit que la tranche d'eau écoulée annuellement dans son bassin est de 295 mm. Le débit mensuel record est de 2690 m3/s mesuré en mars 1985.